# Sava Volkov
Sava (sau Savva) Volkov (n. Serghei Alexandrovici Volkov; n. 27 septembrie 1958, Șigon⁠(d), RSFS Rusă, URSS) este un cleric ortodox rus și moldovean, care în prezent îndeplinește funcția de arhiepiscop al Eparhiei de Dubăsari și Transnistria (în cadrul Mitropoliei Moldovei).

## Biografie
Originar din Mordovia, Volkov s-a călugărit în 1986, luând numele de Savva, iar în 1987 a fost făcut egumen. În 1995 a fost făcut episcop de Krasnogorsk. 

### Activitatea înTransnistria
Pe data de 5 martie 2010, Sfântul Sinod al Bisericii Ortodoxe Ruse l-a ales pe Savva Volkov episcop al Transnistriei, în cadrul Mitropoliei Moldovei, succedându-i lui Iustinian Ovcinicov.
La 3 februarie 2013 a fost ridicat la rangul de arhiepiscop.

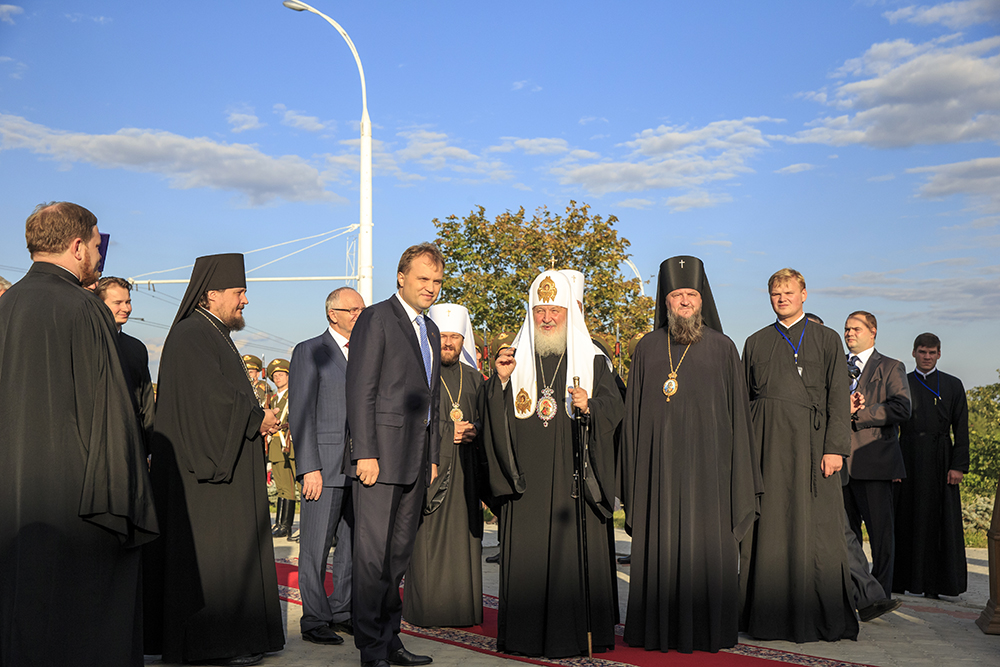
Volkov și patriarhul Chiril, alături de Evgheni Șevciuk, pe atunci președinte al Transnistriei

Pe data de 8 septembrie 2013, alături de mitropolitul Vladimir Cantarean și alți clerici ruși, Volkov l-a însoțit pe patriarhul Chiril I al Moscovei într-o vizită de 2 zile în Transnistria. 

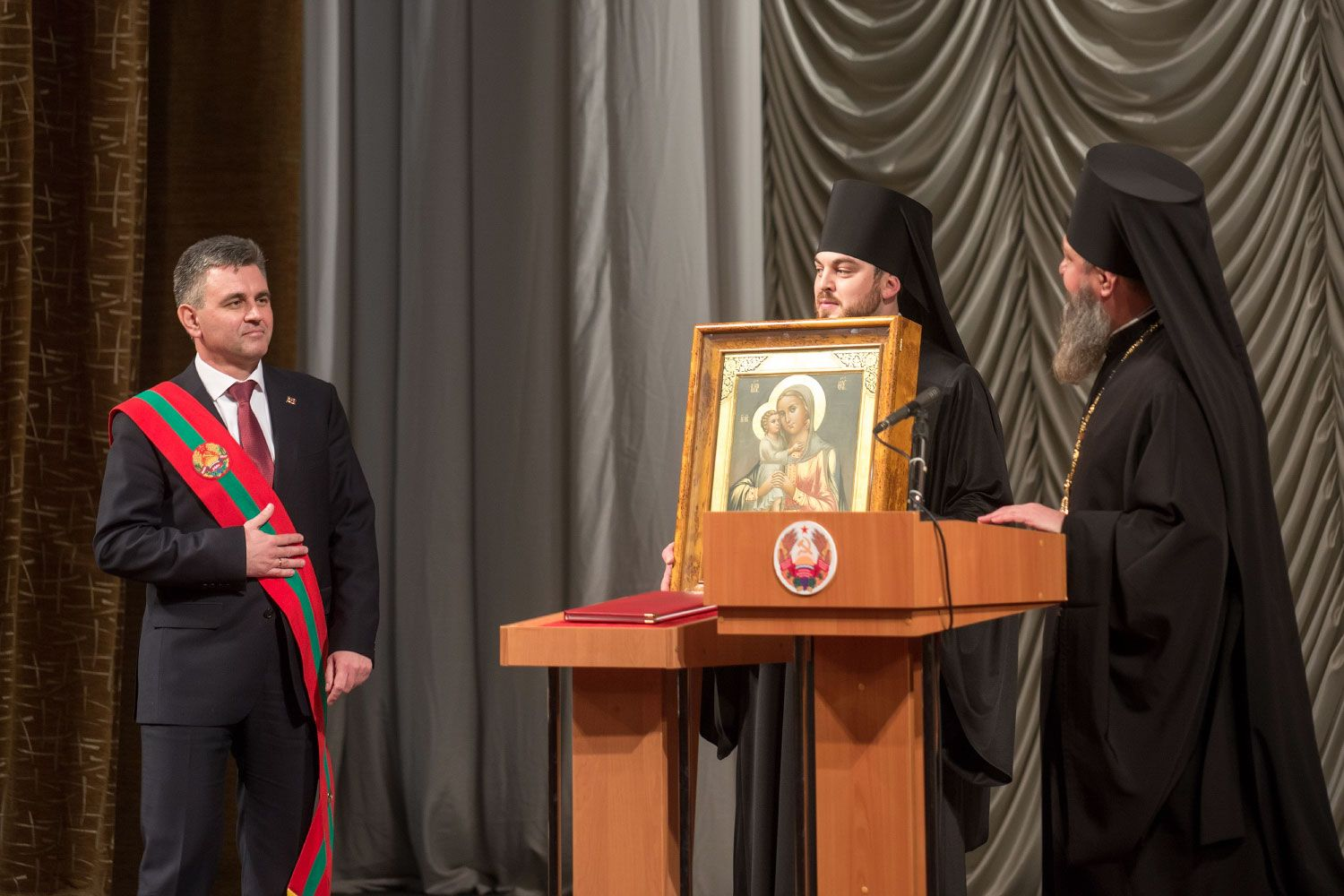
Sava Volkov și președintele transnistrean Vadim Krasnoselski

În septembrie 2017, prin decret al președintelui moldovean Igor Dodon, Sava Volkov a primit cetățenia moldovenească.